# Proyecto Sakai
El Proyecto Sakai es un software educativo de código abierto. El nombre de Sakai proviene del cocinero Hiroyuki Sakai. El Proyecto Sakai tiene su origen en la Universidad de Míchigan y en la Universidad de Indiana, a las que se unieron el Instituto Tecnológico de Massachusetts y la Universidad Stanford, junto a la Iniciativa de Conocimiento Abierto (OKI) y el consorcio uPortal. El proyecto se consolidó con una donación de la Fundación Mellon.
El objetivo del Proyecto Sakai es crear un entorno de colaboración y aprendizaje para la educación superior, que pueda competir con sus equivalentes comerciales Blackboard / WebCT y que mejore otras iniciativas de código abierto como Moodle.
Para gestionar el proyecto se ha creado la Fundación Sakai, a la que pertenecen más de 100[¿cuántos?] universidades.
El proyecto Sakai basado  se hizo libremente disponible en marzo de 2005. Desde su inicio, la comunidad Sakai  ha entregado múltiples liberaciones y cientos de despliegues. Con el tiempo, el sistema se ha hecho cada vez más flexible y rico, en la alineación con las necesidades que se desarrollan de su comunidad diversa. Más de 350 instituciones en el mundo entero ahora usan Sakai, y el software ha sido traducido en 20 + lenguas y dialectos. La solución sirve a más de 1.25 millones de estudiantes dentro de EE. UU., y más de 4 millones de estudiantes por todo el mundo. Después de la administración por la Fundación Sakai durante varios años, el Proyecto de Sakai es ahora un proyecto de la Fundación Apereo, una organización formada por la fusión de la Fundación Sakai y Jasig.  La Fundación Apereo promueve la construcción de comunidades entre individuos, instituciones académicas, organizaciones sin fines de lucro y organizaciones comerciales y proporciona a sus miembros un marco institucional para sus proyectos.

## Sakai colaborativo y entornos de aprendizaje
El software Sakai posee múltiples funcionalidades de comunicación entre profesores y alumnos, lector de noticias RSS, distribución de material docente, realización de exámenes, gestión de trabajos, etc.
El software de Sakai incluye muchas de las características comunes a los entornos virtuales de aprendizaje, incluyendo distribución de documentos, calificaciones, foros de discusión, chat en vivo, tareas y pruebas en línea.
Además de las características de gestión del curso, Sakai es una herramienta de colaboración para la investigación y proyectos de grupo. Para apoyar esta función, Sakai incluye la posibilidad de cambiar las configuraciones de todas las herramientas basadas en roles, cambiando lo que el sistema permite hacer a diferentes usuarios con cada herramienta. También incluye un wiki, distribución de listas de correo y archivo, y un lector de RSS. Las herramientas básicas pueden ser aumentadas con herramientas diseñadas para una aplicación particular de Sakai. Los ejemplos podrían incluir sitios para proyectos colaborativos, enseñanza y portafolios.
En Sakai, el contenido y las herramientas utilizadas en cursos o proyectos se organizan en sitios o espacios. Normalmente, un sitio corresponde a un curso o un proyecto. Cada sitio tiene su propio contenido, herramientas, usuarios y derechos de acceso para los usuarios, herramienta de búsqueda, estadísticas de uso, etc. En principio, la organización en sitios es lo que permite a Sakai dar cabida a cientos de miles de usuarios.
Sakai es extensible de varias maneras:
- Es una plataforma que permite integrar herramientas acopladas de forma flexible, lo que proporcionan una gran funcionalidad real; además de las herramientas básicas distribuidas con Sakai, están disponibles varias herramientas de terceros conocidos, y los desarrolladores web pueden escribir sus propias herramientas adicionales en un lenguaje de programación de su propia elección.
- Las herramientas de terceros pueden reproducirse mediante paquetes SCORM.
- Las aplicaciones web externas se pueden integrar mediante IMS (Learning Tools Interoperability).

## Características
De acuerdo con el proyecto Sakai, las características de las plataformas son:
- Diseñado para que el aprendizaje pueda ser colaborativo.
- Proporciona diferentes herramientas para la comunicación.
- Sakai es una arquitectura abierta, lo cual permite integrar herramientas de otras arquitecturas.
- Sakai adopta el estándar IMS (Learning Tools Interoperability).
- Alta flexibilidad a la hora de crear y diseñar el curso, y escoger las herramientas necesarias.

Sakai contiene todas las herramientas básicas de cualquier plataforma de enseñanza virtual. Estas se van a dividir en categorías:
Herramientas generales de colaboración: hablamos de chat, calendario, foro de debate, accesos a páginas web, glosario, noticias, wiki, blog, etc.
Herramientas de enseñanza-aprendizaje: Buzón, calificaciones, creación de lecciones, plan de estudios, miembros, configuración de la web, editor de perfiles, etc.
Herramientas de portafolios: Informes de la actividad del usuario, diseños y estilos, administra plantillas para portafolio, sitio de comentarios y notas sobre el trabajo de los propios alumnos, etc.

## Requisitos de instalación
La actual versión estable de Sakai es la 12.
Los requisitos de software para su instalación son:
- Preferentemente sistema operativo Linux, aunque también se puede instalar en Windows y Mac.
- Java 7.
- Apache Tomcat 7.
- Base de datos: preferentemente MySql, también puede utilizar la base de datos Oracle, MariaDB o PostgreSQL.